# Muzeum sovětské okupace v Kyjevě
Muzeum sovětské okupace (ukrajinsky Музей радянської окупації, Muzei radianskoi okupatsii) v ukrajinském Kyjevě připomíná zločiny sovětského režimu na Ukrajině v letech 1917–1991. Bylo založeno v listopadu 2001 ukrajinskou pobočkou společnosti Memorial nesoucí jméno Vasyla Stuse jako výstava "Aby se nezapomnělo: Kronika komunistické inkvizice". V letech 2001–2007 se expozice rozrostla v plnohodnotné muzeum. Dne 30. května 2007 získala svůj současný název.

## Historie muzea
V listopadu 2001 zřídila pobočka společnosti Memorial Vasyla Stuse ve svých prostorách expozici s názvem "Nebýt zapomenut: Kronika komunistické inkvizice". Úvodní položky expozice tvořily dokumenty, fotografie a plakáty. Ty shromáždila ukrajinská pobočka Memorialu a jeho sesterské organizace v Rusku. K nejdůležitějším exponátům patří velká mapa sovětských koncentračních táborů na Ukrajině ("Ukrajinské solovky"), vytvořená v době Berijovy vlády. Expozice obsahovala takové sekce jako Kyjevské martyrologium (bolševiky zničené architektonické památky Ukrajiny), Fotodokumentace ukrajinského hladomoru v éře Stalina, Národní válka (dokumenty o kozácko-rolnickém odporu proti bolševikům v letech 1917–1932 a zločinech, které páchal Mimořádný výbor Sdružení státní politické správy), výstavu o represích proti ukrajinskému jazyku, speciální knihovnu. V muzeu se nachází početný archiv dokumentů, knih, videokazet atd.
V květnu 2007 byla expozice pojmenována Muzeum sovětské okupace. Muzeum navštívil čestný předseda Panevropské unie, evropský politik a přímý potomek habsburského rodu Otto von Habsburg.
Samotný fakt otevření takové instituce zpočátku vyvolal v ukrajinské společnosti spory. Olha Ginsburgová, tehdejší šéfka Státního archivního výboru Ukrajiny a členka Komunistické strany Ukrajiny, odmítla poskytnout novému muzeu archivní materiály. Takové odmítnutí označil ředitel společnosti Vasyl Stus Memorial Roman Krutsyk za "běžnou komunistickou praxi, jak zakrýt své zločiny". Expozice zachycuje skutečnou historickou chronologii osudů milionů Ukrajinců a dalších národností, které zahynuly v důsledku zločinné politiky sovětských okupantů.

### Expozice a přednáškový sál

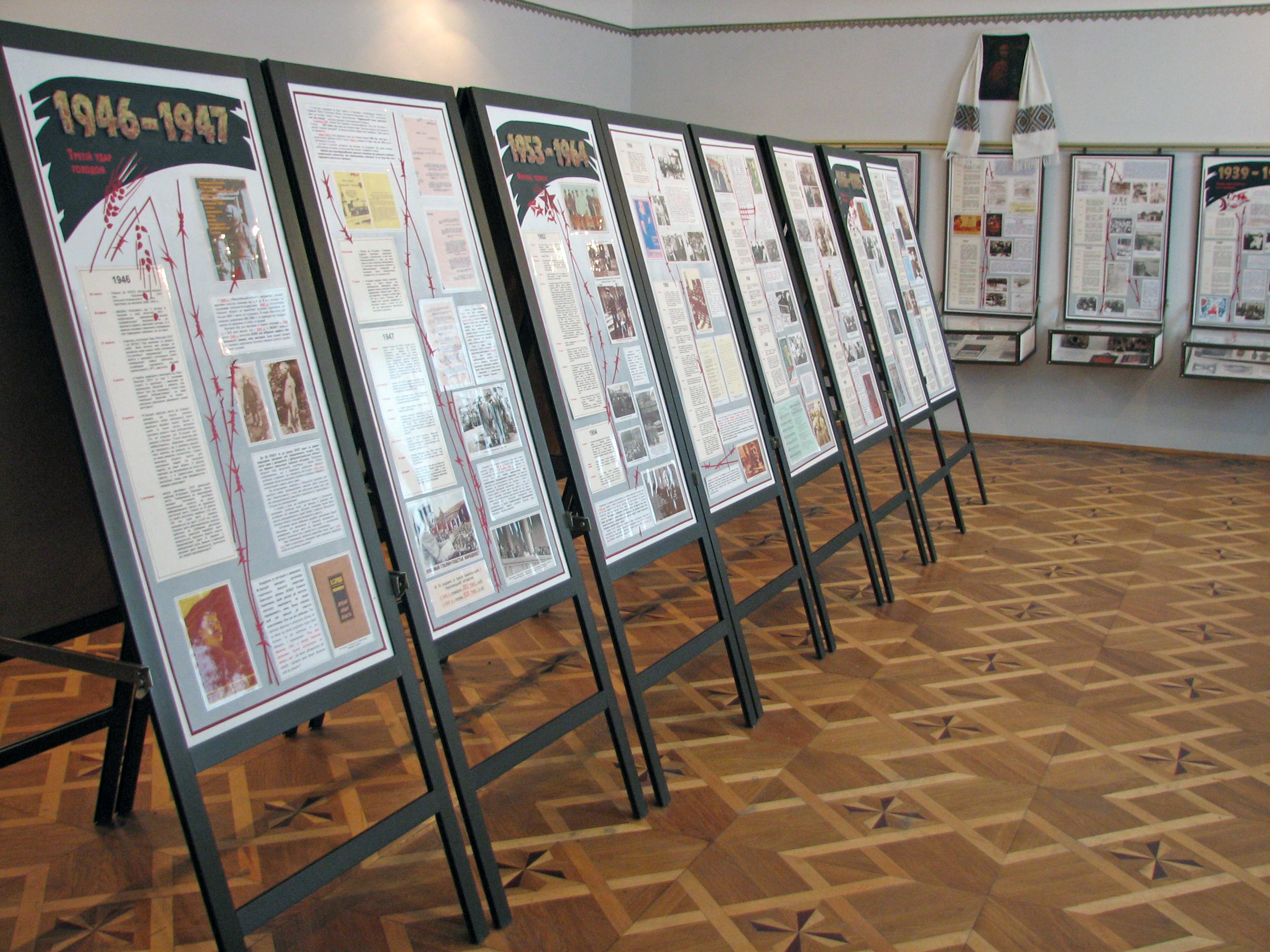
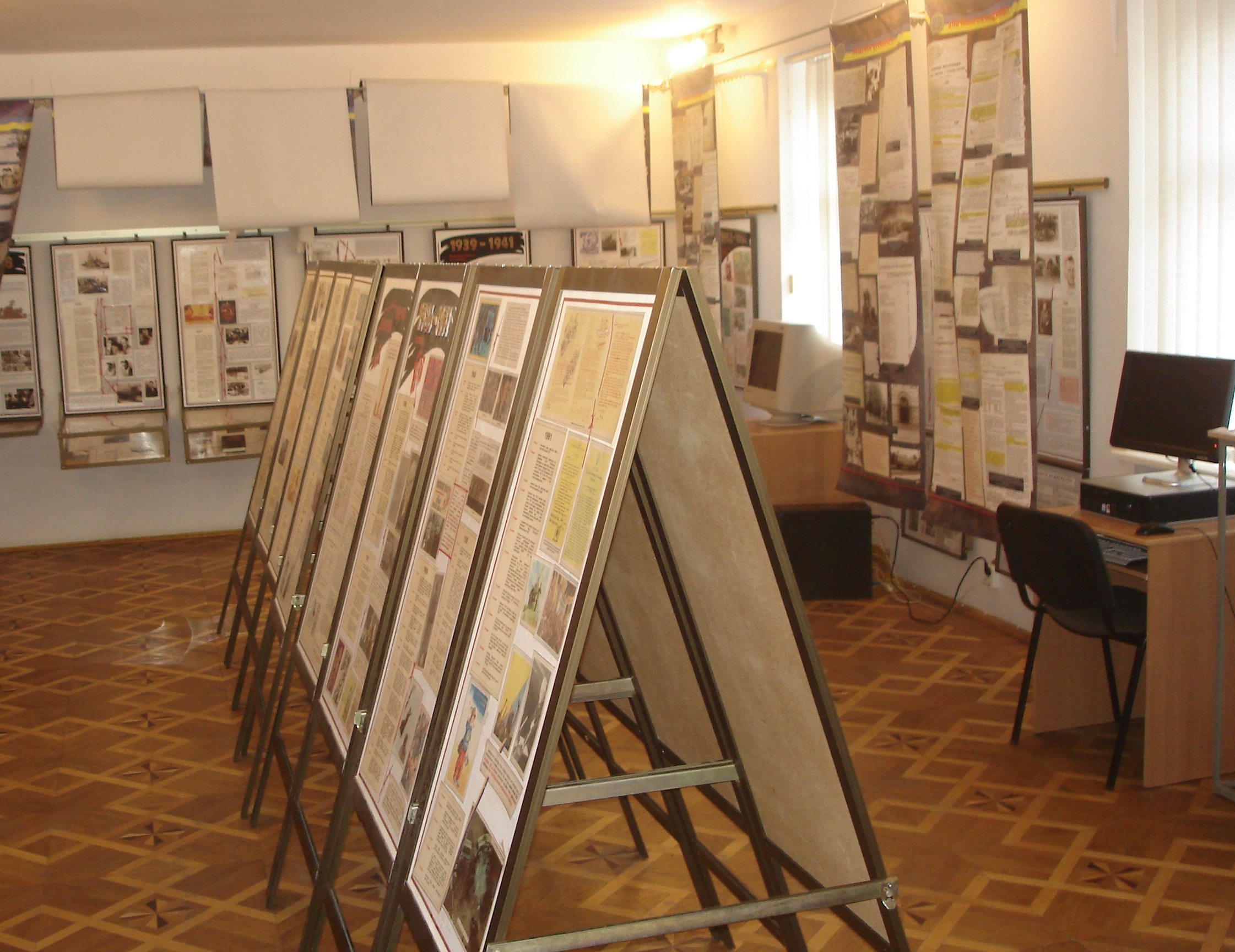
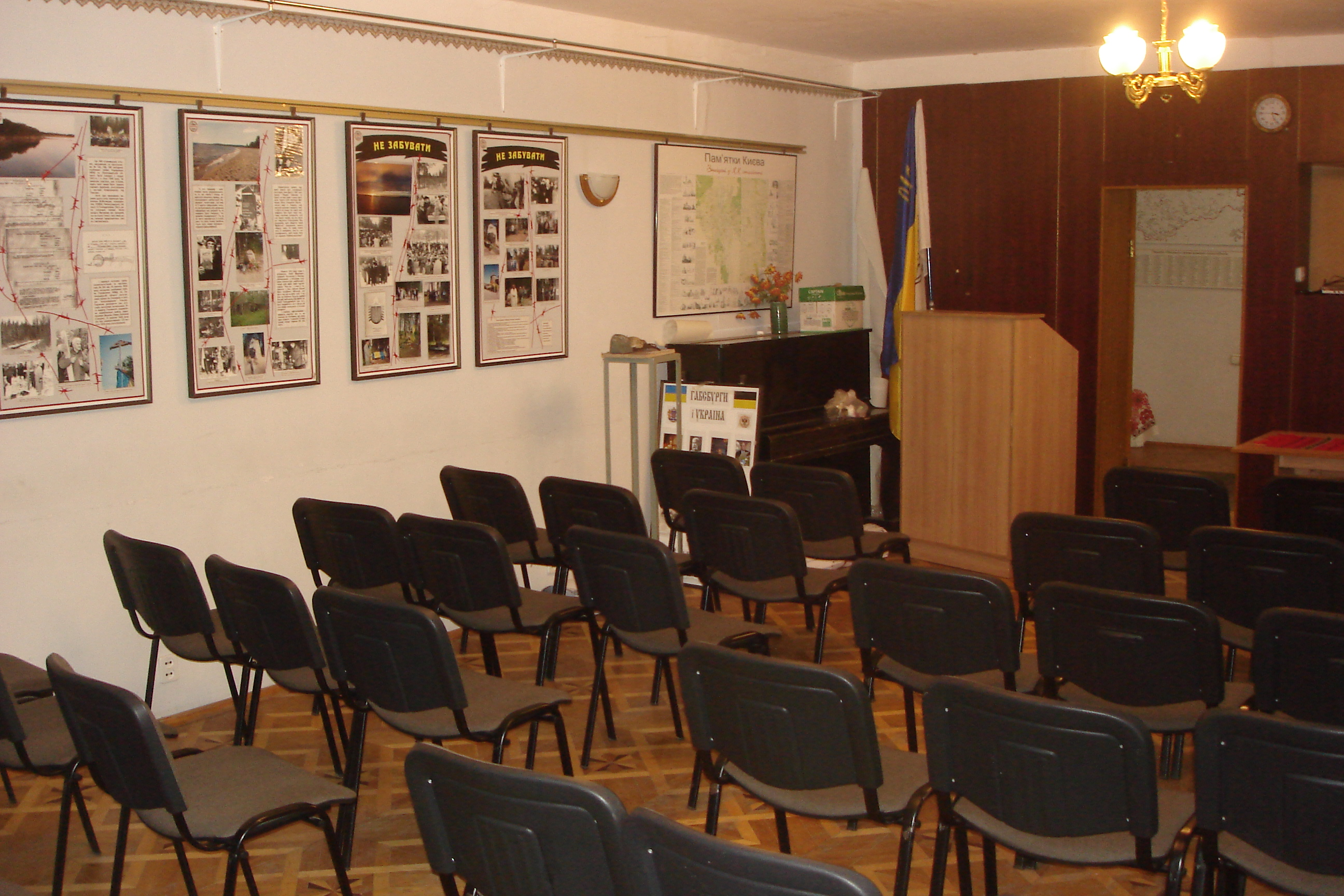
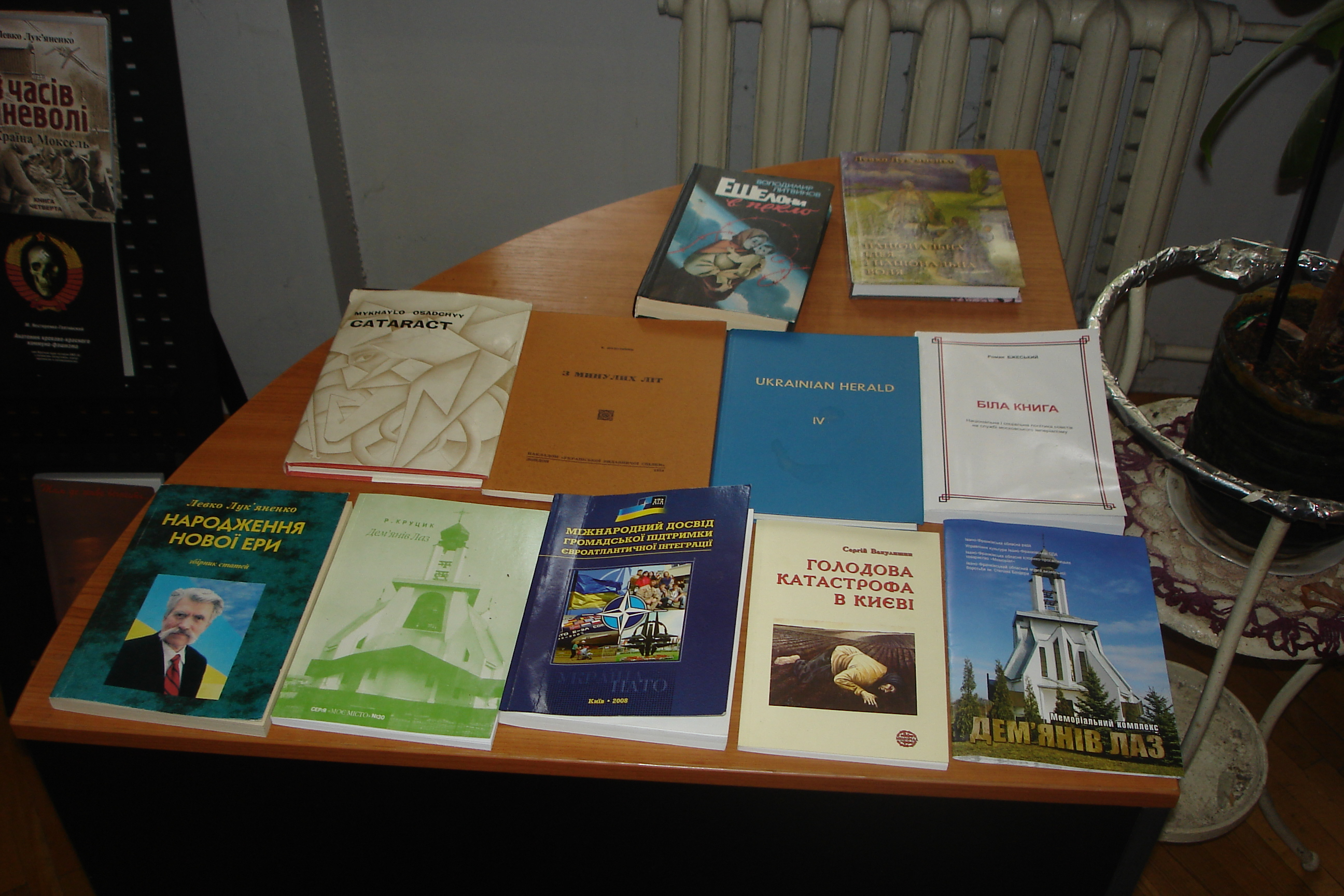